# Hacıçeşmesi, Yerköy
Hacıçeşmesi là một xã thuộc huyện Yerköy, tỉnh Yozgat, Thổ Nhĩ Kỳ. Dân số thời điểm năm 2010 là 110 người.